# Albuca vittata
Albuca vittata är en sparrisväxtart som beskrevs av Ker Gawl. Albuca vittata ingår i släktet Albuca och familjen sparrisväxter. Inga underarter finns listade i Catalogue of Life.